# Пайпер Перрі
Пайпер Перрі (англ. Piper Perri; нар. 5 червня 1995 року, Гаррісберг, Пенсільванія, США) — колишня американська порноакторка.

## Біографія
Народилася 5 червня 1995 в місті Гаррісберг, Пенсільванія, США. Батьки розлучилися, коли їй було три роки. Відтоді жила з матір'ю, з якою переїжджала різними штатами, такими як Мериленд, Флорида, Новий Орлеан і Техас. Втратила цноту в 13 років.
У квітні 2016 року її бойфренд вбив її 2-річного сина, поки вона була на зйомках. Через два роки вона вийшла з порноіндустрії.

### Порноіндустрія
В порноіндустрію потрапила 5 листопада 2014 року. У першій сцені виконувала фут-фетиш для порносайту. Знімалася з такими порностудіями, як Bang Bros, Brazzers, Mofos, Reality Kings, Vivid, Lethal Hardcore, Elegant Angel, Kick Ass, Evil Angel і New Sensations.
Говорячи про сценічне ім'я, підкреслює, що саме її агент придумав псевдонім. Хоча вона пробувала інші імена, такі як Ешлі Бенкс (Ashley Banks), в підсумку зупинилася на Пайпер Перрі, частково на честь персонажки Пайпер Чапман з серіалу «Помаранчевий — хіт сезону» у виконанні Тейлор Шиллінг.
2017 року вперше була номінована на AVN Awards в категоріях «Найкраща нова старлетка» і «Найкраща групова лесбійська сцена» за фільм Violation of Piper Perri.
У січні 2018 року стала дівчиною місяця порносайту Girlsway.
За межами порноіндустрії найбільш відома як героїня мему, де вона сидить на дивані, позаду якого стоять п'ять великих чорних чоловіків. Картинка є скриншотом з порнофільму в жанрі генг-бенг «Orgy Is the New Black». Перше використання картинки в такій якості датується 2016 роком на сайті 9GAG, спочатку вона символізувала ситуацію з безліччю проблем. Пізніше з'явилися численні варіації та пародії.
Знялася у понад 240 порнофільмах.

## Нагороди та номінації
| рік  | церемонія                   | результат | номінація                                        | Робота                   |
| ---- | --------------------------- | --------- | ------------------------------------------------ | ------------------------ |
| 2016 | Nightmoves                  | Номінація | Краща нова старлетка                             | Н/Д                      |
| 2016 | Nightmoves Fan Awards       | Номінація | Краща нова старлетка                             | Н/Д                      |
| 2016 | Spank Bank Awards           | Номінація | Fun Sized Fuck Bunny                             | Н/Д                      |
| 2016 | Spank Bank Awards           | Номінація | Countess of Contortionism                        | Н/Д                      |
| 2016 | Spank Bank Awards           | Номінація | Tightest Twat                                    | Н/Д                      |
| 2016 | Spank Bank Technical Awards | Перемога  | Able To Swallow Her Weight In Cum                | Н/Д                      |
| 2017 | AVN Awards                  | Номінація | Краща нова старлетка                             | Н/Д                      |
| 2017 | AVN Awards                  | Номінація | Краща групова лесбійська сцена                   | Violation of Piper Perri |
| 2017 | AVN Awards                  | Номінація | Приз глядацьких симпатій: найгарячіша дебютантка | Н/Д                      |
| 2017 | AVN Awards                  | Номінація | Приз глядацьких симпатій: медіазірок             | Н/Д                      |
| 2017 | Spank Bank Awards           | Номінація | Born To Hand Job                                 | Н/Д                      |
| 2017 | Spank Bank Awards           | Номінація | Fun Sized Fuck Toy                               | Н/Д                      |
| 2017 | Spank Bank Awards           | Номінація | Most Fuckable Feet                               | Н/Д                      |
| 2017 | Spank Bank Awards           | Номінація | Newcummer of the Year                            | Н/Д                      |
| 2017 | XBIZ Award                  | Номінація | Краща сексуальна сцена в усьому секс-фільмі      | Interracial Teens        |
| 2017 | XRCO Award                  | Номінація | Нова старлетка                                   | Н/Д                      |
| 2018 | AVN Awards                  | Номінація | Краща віртуальна сцена                           | Sorority Hookup Part 2   |
| 2018 | AVN Awards                  | Номінація | Приз глядацьких симпатій: улюблена акторка       | Н/Д                      |
| 2018 | Spank Bank Awards           | Номінація | Blowbang / Bukkake Badass of the Year            | Н/Д                      |
| 2018 | Spank Bank Awards           | Номінація | Fun Sized                                        | Н/Д                      |
| 2018 | Spank Bank Awards           | Номінація | Gloryhole Guru of the Year                       | Н/Д                      |
| 2018 | Spank Bank Awards           | Номінація | Tightest Vag                                     | Н/Д                      |
| 2018 | Spank Bank Awards           | Номінація | VR Star of the Year                              | Н/Д                      |
| 2018 | XBIZ Award                  | Номінація | Краща сцена у відеоролику                        | Cumming of Age           |
| 2018 | XBIZ Award                  | Номінація | Краща віртуальна сцена                           | An Action is a Go!       |

## Вибрана фільмографія
Деякі фільми:
- Bang My Braces,[13]
- Blackzilla Rises 2,[14]
- Coming Of Age,[15]
- Cuties 9,[16]
- Early 20's Fun,[17]
- Evil Lesbian Stepmother,[18]
- Good Little Girl,[19]
- Lesbian Fantasies[20]
- Pure 6[21] .